# Brzozowice
Brzozowice (niem. Brzezowitz) − dzielnica Piekar Śląskich, położona w południowo-wschodniej części miasta, nad Brynicą.

## Nazwa
Według Heinricha Adamy'ego niemiecka nazwa Brzezowitz powstała ze starszej, słowiańskiej formy Brzosowice, wywodzącej się ze słowiańskich nazw drzewa brzoza i zarośli brzezina („von brzoza, brzezina = Birke”), zaś jej sens (znaczenie) w języku niemieckim to 'Birkendorf' (pol. 'brzozowa wieś').

## Historia
Osada położona nad Brynicą była już wzmiankowana w XIII wieku. W spisanym po łacinie dokumencie z października 1277 biskup krakowski Paweł zakłada parafię kamieńską, do której zostaje włączona wieś Brzozowice – wymieniona w nim jako "Bresowi Iasd" czyli brzozowy ujazd lub brzozowy jaz.
W XVI wieku były już tu 44 szyby kopalń rud, a w XVIII wieku istniał w Brzozowicach piec do odlewania żelaza sztabowego. Szybki rozwój osady datuje się dopiero od XIX wieku, związane to było z rozwojem górnictwa. W XIX wieku (przed 1840 rokiem) działała niewielka kopalnia węgla kamiennego Henrietta. W latach 1857–1934 czynna była kopalnia rud cynku Cecylia, działała także kopalnia rud cynku Brzozowice, a w latach 1927-1990 huta Krystyn.
Brzozowice składały się przez długi czas z części wiejskiej i obszaru dworskiego, który należał do siemianowickich Donnersmarcków, przy którym prowadzono dużą hodowlę owiec. Obszar dworski został włączony do gminy Brzozowice w 1924 roku.
W roku 1933 Kamień wraz z Brzozowicami utworzył jedną gminę. Na początku II wojny światowej – 6 września 1939 roku, przed ratuszem zostali rozstrzelani: Emil Mutwil i Paweł Ogaza. Dyrektor szkoły podstawowej Jan Demarczyk został stracony 17 września 1939 w lesie pod Strzybnicą (obecnie Tarnowskie Góry). W dniu 18 listopada 1941 roku odbyła się egzekucja – gestapo powiesiło: Józefa Hadasia, Huberta Hatko i Teodora Tomę. W roku 1947 wieś Brzozowice-Kamień uznano za gminę o charakterze miejskim, w 1954 roku awansowała ona do rangi osiedla, a w roku 1962 otrzymała prawa miejskie. Od 1975 w granicach miasta Piekary Śląskie.

## Zabytki architektury, techniki i przemysłu

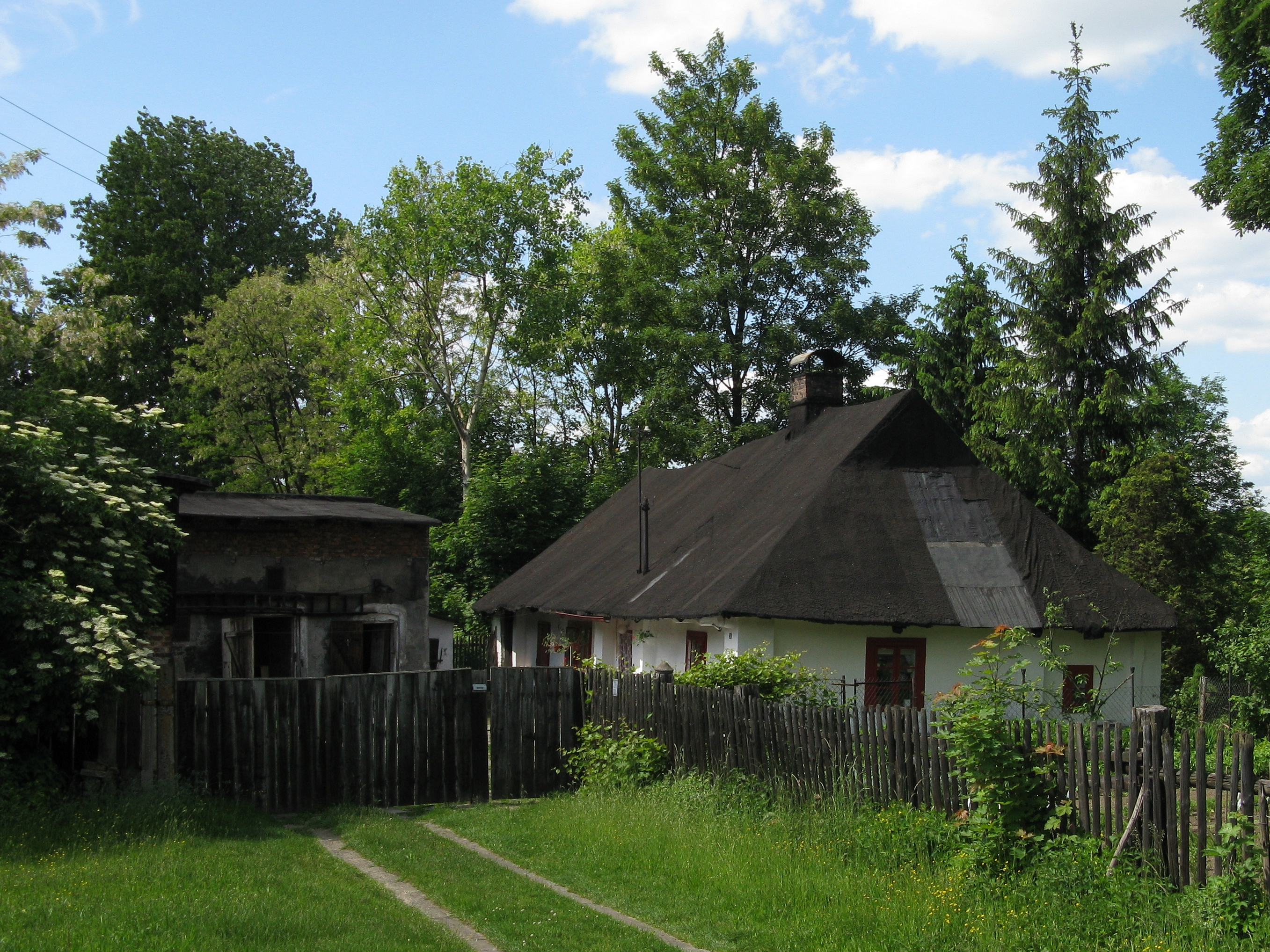
Dom przy ul. Piekarskiej 36 w 2018 roku

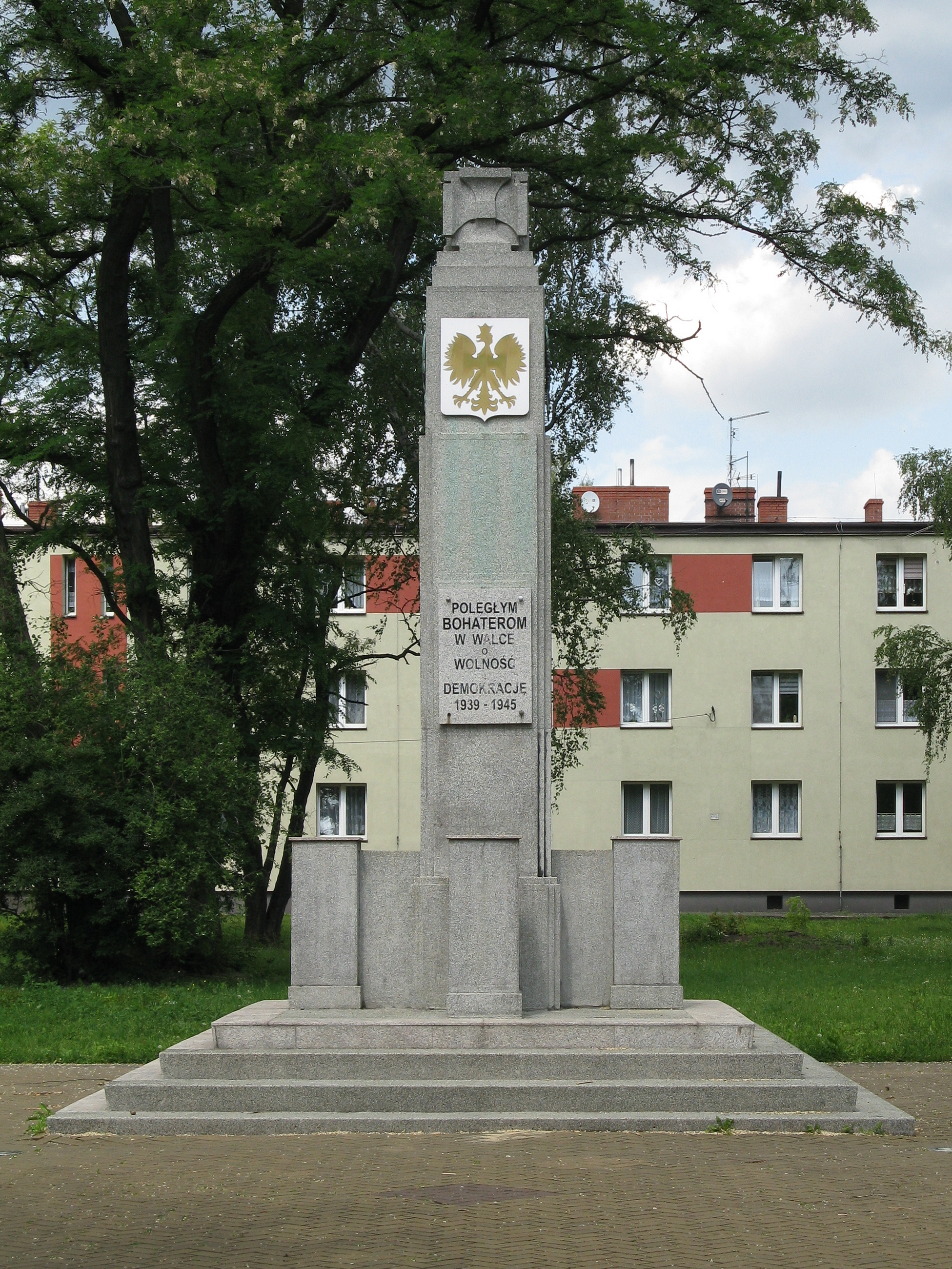
Pomnik „bohaterom poległym w walce o wolność i demokrację 1939–1945” przy ulicy Trzech Bohaterów, stan na 2018 rok

W rejestrze zabytków województwa śląskiego znajduje się jeden zabytek Brzozowic, jest to kościół Świętych Apostołów Piotra i Pawła w Kamieniu.
Inne starsze obiekty w dzielnicy to:
- chata kryta papą z połowy XIX wieku, ul. Piekarska 36
- dawna szkoła ludowa z 1896 roku, ul. Oświęcimska 1
- szkoła z 1932 roku (obecna MSP nr 12 im. Jana Demarczyka), ul. Związkowa
- krzyż kamienny z końca XIX wieku, róg ul. Oświęcimskiej i Konarskiego
- domy i kamienice przy ul. Piekarskiej, Oświęcimskiej, I Armii Wojska Polskiego i Lotników
- pozostałości huty Krystyn działającej w latach 1927-1990
- Szkoła z 1920 roku (obecna MSP nr 13 im. Powstańców Śląskich, ul. Jana Długosza 96

## Powierzchnie cenne przyrodniczo
- Park Trzech Bohaterów
- skwer nad Brynicą
- Aleja Jesionów, ul. Konarskiego

## Miejsca pamięci narodowej
- pomnik ku czci poległych w latach 1939-1945 – Park Trzech Bohaterów
- tablica na miejscu stracenia J. Hadasia, H. Hatki i T. Tomy – Park Trzech Bohaterów